# Lophomilia variegata
Lophomilia variegata är en fjärilsart som beskrevs av George Francis Hampson 1894. Lophomilia variegata ingår i släktet Lophomilia och familjen nattflyn. Inga underarter finns listade i Catalogue of Life.